# Corte di Giustizia Federale (FIGC)
La Corte di Giustizia Federale (nota anche con l'acronimo CGF) è stato un organo della Federazione Italiana Giuoco Calcio competente a giudicare in ultima istanza sulle impugnazioni avverso: le decisioni delle Commissioni disciplinari, della Commissione tesseramenti, della Commissione vertenze economiche e della Commissione disciplinare del Settore Tecnico nei casi previsti dal regolamento FIGC. La CGF giudicava altresì nei procedimenti per revocazione di titoli sportivi.
La CGF è stata istituita nel 2007 attraverso la fusione di due organi analoghi preesistenti: la Commissione d'Appello Federale (CAF) e la meno nota Corte Federale. Nel 2014, a seguito di un'ulteriore riforma della giustizia sportiva, è stata dismessa insieme alla Commissione Disciplinare Nazionale (CDN). Al loro posto sono state istituite la Corte Sportiva d'Appello e la Corte Federale d'Appello.

## Storia

### La Commissione d'Appello Federale
La CAF istituita in seno alla FIGC era l'organismo che giudicava in ultima istanza sulle controversie di giustizia sportiva che via via si presentavano nel calcio italiano. Tali controversie, solitamente, venivano sottoposte dapprima al giudizio delle Commissioni Disciplinari pertinenti e poi, in secondo grado, alla CAF. La sentenza d'appello emessa da quest'ultima era quella definitiva ed inappellabile, anche grazie alla cosiddetta "clausola compromissoria" che impediva a tesserati e società di ricorrere alla giustizia ordinaria per risolvere le controversie sportive. Tale inappellabilità cominciò a venir meno negli ultimi anni di vita della CAF, in particolare a partire dal caso Catania del 2003: molte sentenze d'appello pronunciate dalla CAF cominciarono ad essere sottoposte al giudizio di revisione della Corte Federale FIGC per vizi formali, o addirittura ad essere riformate da organi esterni alla Federcalcio come la Camera di Conciliazione ed Arbitrato del CONI.
Fra i vari casi famosi di cui la CAF si è occupata, si ricordano i due scandali del calcioscommesse del 1980 e del 1986, il già citato caso Catania del 2003 e lo scandalo di Calciopoli del 2006. In quest'ultima occasione la CAF si trovò eccezionalmente a dover giudicare in primo grado, in quanto erano coinvolti insieme a dirigenti della Lega Nazionale Professionisti anche dirigenti dell'Associazione Italiana Arbitri e della stessa FIGC e quindi il procedimento non poteva essere suddiviso nelle diverse Commissioni Disciplinari.

### La Corte Federale
La Corte Federale  era un altro organismo della FIGC chiamato solitamente ad interpretare i regolamenti federali e, a livello disciplinare, a giudicare in ultima istanza situazioni in cui erano coinvolti dirigenti della FIGC, delle Leghe e dell'AIA.
Meno nota della CAF a causa del suo ruolo meno esposto, è balzata agli onori della cronaca soprattutto per il caso Catania del 2003 e per lo scandalo di Calciopoli del 2006. Nel primo caso annullò la sentenza della CAF sulla partita Catania-Siena del 12 aprile 2003 (dal 2-0 a tavolino per i siciliani all'1-1 sul campo) dando inizio ad una serie di battaglie legali che portarono infine all'annullamento delle retrocessioni in Serie C1. Nel secondo caso, dal momento che la CAF era stata eccezionalmente chiamata a dirimere la questione in primo grado, la Corte Federale fu chiamata a decidere in appello. Essa ribaltò in parte le sentenze della CAF, riammettendo in Serie A Fiorentina e Lazio e riducendo diverse penalizzazioni e squalifiche (in particolare cancellò la squalifica di 4 anni e 6 mesi all'ex presidente federale Franco Carraro, riducendola ad una multa di 80.000 euro con diffida).

### La nascita della Corte di Giustizia Federale
Nel 2007, a seguito di modifiche nello statuto FIGC, la CAF e la Corte Federale sono state fuse in un unico organismo, la Corte di Giustizia Federale, che riassumeva le funzioni di entrambe. Nei procedimenti che ripresentavano una situazione simile a quella di Calciopoli, ossia con il coinvolgimento di tesserati e/o società appartenenti a differenti organi federali, la CGF non era comunque chiamata a giudicare in prima istanza: per il primo grado di giudizio venne istituita un'apposita Commissione Disciplinare Nazionale (CDN), esterna alle Leghe. La CGF veniva chiamata ad esprimersi regolarmente nell'eventuale appello. Tale situazione si presentò, ad esempio, nel caso dello scandalo del calcio italiano del 2011.
Nel 2014 un'ulteriore riforma ha portato alla soppressione sia della Commissione Disciplinare Nazionale che della Corte di Giustizia Federale ed alla istituzione della Corte Sportiva d'Appello e della Corte Federale d'Appello.